# Diego Flaccadori
Diego Flaccadori (Seriate, Lombardía, 5 de abril de 1996) es un baloncestista italiano  que pertenece a la plantilla del Olimpia Milano de la Lega Basket Serie A. Con 1,93 metros de estatura, juega en la posición de base.

## Trayectoria deportiva

### Profesional
Se formó en las categorías inferiores del Excelsior Pallacanestro Bergamo, antes de fichar en 2013 por el Treviglio Basket de la Serie B, donde jugó una temporada en la que promedió 2,8 puntos por partido.
En 2014 fichó por el Aquila Basket Trento, donde en su primera temporada promedió 2,8 puntos por partido. En la temporada 2015-16 fue elegido mejor sub-23 de la Lega Basket Serie A, tras promediar 5,3 puntos y 1,7 rebotes en apenas 16 minutos de juego por partido.
El 20 de julio de 2021, regresa al Aquila Basket Trento de la Lega Basket Serie A, cedido por el Bayern de Múnich de la Basketball Bundesliga por una temporada.
[actualizar]

### Selección nacional
Es un habitual de la selección de Italia en sus categorías inferiores. Ha participado en Campeonatos de Europa sub-16, sub-19 y sub-20 y en el Mundial sub-19, en el que acabaron en sexta posición, siendo el jugador más destacado de su selección, promediando 17,6 puntos, 4,9 asistencias y 4,0 rebotes por partido.